# (32242) Jagota
(32242) Jagota est un astéroïde de la ceinture principale.

## Description
(32242) Jagota est un astéroïde de la ceinture principale. Il fut découvert le 30 juillet 2000 à Socorro (Nouveau-Mexique) par le projet LINEAR. Il présente une orbite caractérisée par un demi-grand axe de 2,33 UA, une excentricité de 0,10 et une inclinaison de 7,5° par rapport à l'écliptique.

## Compléments